# Tryggve Andersen
Tryggve Andersen fue un escritor noruego del romanticismo nacido el 27 de septiembre de 1866 en Ringsaker y fallecido el 10 de abril de 1920 en Gran.

## Vida
Andersen era hijo de un oficial. Este fue trasladado en varias ocasiones a lo largo de Noruega. La familia se trasladó cuando Tryggve Andersen tenía diez años de edad a las cercanías de Bergen. 
En 1883 la familia de Anderson se mudó a Hamar, donde conoció a Nils Collett Vogt, con quien desarrolló una estrecha amistad. Después de la educación secundaria, estudió en Kristiania (actual Oslo), pero fue expulsado de la universidad. Después vivió durante algún tiempo con su hermano en Mandal, antes de regresar en 1893, a Hamar. En 1898 se casó con Margrethe Schønberg, pero su esposa y el mayor de sus dos hijos, murieron de tuberculosis. En 1906 se casó con su segunda esposa, la escritora Regine Normann. En 1913, se disolvió el matrimonio. Para entonces, tuvo relaciones con Peg Tichauer, a quién dejó embarazada. Andersen y Tichauer se casaron en 1914 y tuvieron dos hijos.

## Obra

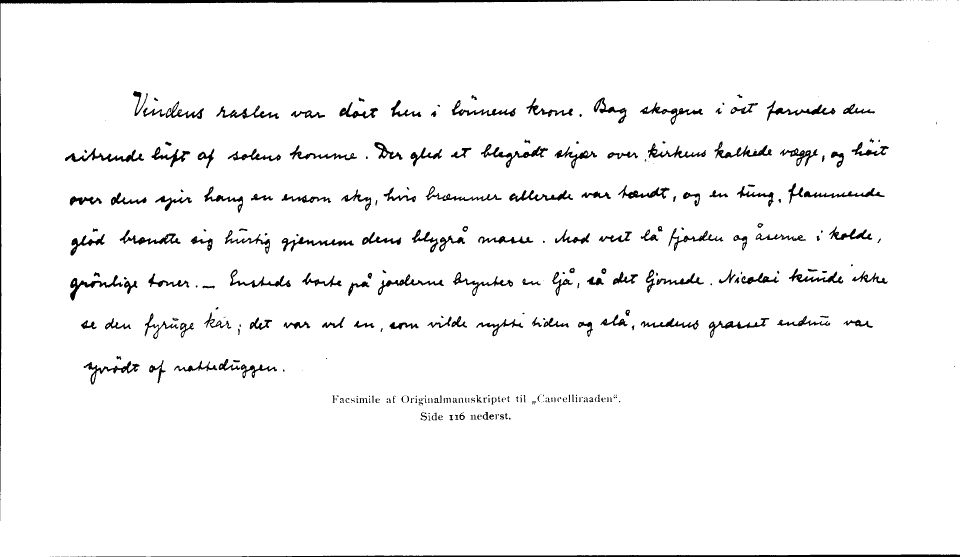
Manuscrito de I cancelliraadens dage.

La obra más famosa de Andersen es la novela I cancelliraadens dage, que apareció por primera vez en 1897. En 1900 publicó otra novela, Mot Kvæld, en la que describe los efectos de la epilepsia, una enfermedad que conocía de primera mano. Esta obra, sin embargo, tuvo poco éxito. Por otra parte, Andersen escribió poemas y cuentos.
- I cancelliraadens dage (1887)
- Digte (1888)
- Mot Kvæld (1900)
- Gamle folk (1904)
- Bispesønnen og andre fortællinger (1907)
- Hjemfærd (1913)
- Fabler og hendelser (1915)
- Samlede fortællinger (1916)
- Dagbog fra en sjøreise (1923)